# Vysokovsky Graduate School of Urbanism
Vysokovsky Graduate School of Urbanism (Russe: Высшая школа урбанистики имени А.А. Высоковского) Est une unité universitaire d'étude et de recherche appartenant à l'École des hautes études en sciences économiques dans Moscou, Russie, qui opère au sein de Université nationale russe pour la recherche. L'école a été fondée en 2011 et adopte une approche multidisciplinaire de l'urbanisme et de la planification modernes dans toute la Russie au Département des sciences humaines et sociales de l'Université. L'école a été établie après la clôture de l'Institut d'architecture, de conception urbaine et de planification urbaine et régionale de l'Union soviétique, qui a fonctionné à Moscou pendant la période soviétique. La mission de l'école est de créer un centre en Russie pour l'étude et la recherche en études urbaines et en urbanisme, en coopération avec d'autres pays et avec des étudiants étrangers, dans le but d'avancer les villes russes au XXIe siècle. L'école collabore également avec des organismes de planification internationale tels que ISOCARP et publie un magazine dans English appelé: Urban Studies and Practices Journal.